# Staurastrum setigerum
Staurastrum setigerum là một loài Song tinh tảo trong họ Desmidiaceae, thuộc chi Staurastrum.